# Конные варвары
«Конные варвары» (англ. Deathworld 3. Horse Barbarians) — роман американского писателя-фантаста Гарри Гаррисона, написанный в 1968 году, продолжающий серию «Мир смерти» о приключениях Язона динАльта.

## Сюжет
В прологе романа отряд неукротимых конных воинов уничтожает лагерь геологической партии «Джон компании» на дикой планете, выжившие пришельцы улетают.
Язон динАльт пытается убедить пиррян покинуть Пирр, где они ведут постоянную тяжёлую борьбу с убийственной фауной планеты. Он узнаёт о существовании планеты Фелисити. На планете всего один материк, разделённый непроходимой горной цепью. В низинах находятся города развитой средневековой цивилизации, плато, чрезвычайно богатое тяжёлыми элементами, расположенными близко к поверхности населяют конные варвары-кочевники. Язон покупает космический корабль, набирает команду добровольцев из пиррян, в которую вошли все ключевые персонажи из первой книги цикла и отправляется на Фели́сити.
В ходе первого столкновения, кочевники захватывают в плен Язона. Вождь Темучин, считающий оседлых жителей врагами кочевников приговаривает его к смерти. Язону удаётся укрыться у «жонглёра» (странствующего собирателя сказаний) Орайела. Разоружив коварного хозяина, его жену и ученика, Язон добирается до пиррян. Он решает действовать под личиной жонглёра и привлекает внимание Темучина. Тот берёт его в опасную экспедицию в низины за порохом. Кочевники спускаются на лебёдке с многокилометрового обрыва, нападают на крепость и захватывают порох. Язон изготавливает бомбы, Темучин отправляется в поход на племя Горных ласок. К походу присоединяется «племя пиррян» во главе с Керком. При помощи бомб Темучин успевает прорваться через ущелье, разгромить противника и завершить объединение племён.
Темучин внезапно захватывает Язона и отвозит его к ущелью «Двери в ад». Присутствующий Орайел опознаёт Язона, Темучин сбрасывает коварного инопланетянина в ущелье. Язон остаётся в живых, упав в сугроб, но затем проваливается под лёд, и течение уносит его в подземные пещеры. Наконец, он оказывается в озере в низинах, добирается до фактории, основанной пиррянином Ресом. Библиотека корабля подсказывает ему способ изменения культуры. Язон является к Темучину и предлагает провести его войско в низины. Темучин соглашается и завоёвывает низины, став единоличным правителем планеты. Однако он понимает, что выиграв всё, он всё проиграл, и требует от Язона вернуть всё назад, что тот, конечно, сделать не в состоянии.
Считая Язона демоном, он сажает его в клетку и морит голодом, чтобы увидеть его подлинный облик. Тем временем животные планеты Пирр уничтожают город пиррян, «корчёвщики» приходят на помощь, спасают детей и часть взрослых. Вернувшись на Фелисити, Керк с пиррянами освобождает Язона, убив Темучина в поединке. Язон рассказывает пиррянам, что кочевники постепенно спустятся с холодного плато на равнины, а их потомки не захотят вернуться к суровой кочевой жизни, останутся в низинах и растворятся среди местного населения. Плато освободится для пиррян и их разработок ископаемых.